# Serhij Skačenko
Serhij Skačenko (* 18. listopad 1972) je bývalý ukrajinský fotbalista.

## Reprezentační kariéra
Serhij Skačenko odehrál za ukrajinský národní tým v letech 1994-2002 celkem 17 reprezentačních utkání a vstřelil v nich 3 góly.

## Statistiky
| Ukrajina | Ukrajina | Ukrajina |
| Roky     | Zápasů   | Gólů     |
| -------- | -------- | -------- |
| 1994     | 4        | 0        |
| 1995     | 0        | 0        |
| 1996     | 0        | 0        |
| 1997     | 0        | 0        |
| 1998     | 4        | 3        |
| 1999     | 7        | 0        |
| 2000     | 0        | 0        |
| 2001     | 0        | 0        |
| 2002     | 2        | 0        |
| Celkem   | 17       | 3        |